# Montebore
Il Montébore è un formaggio italiano prodotto con latte vaccino, ovino e caprino.

## Storia

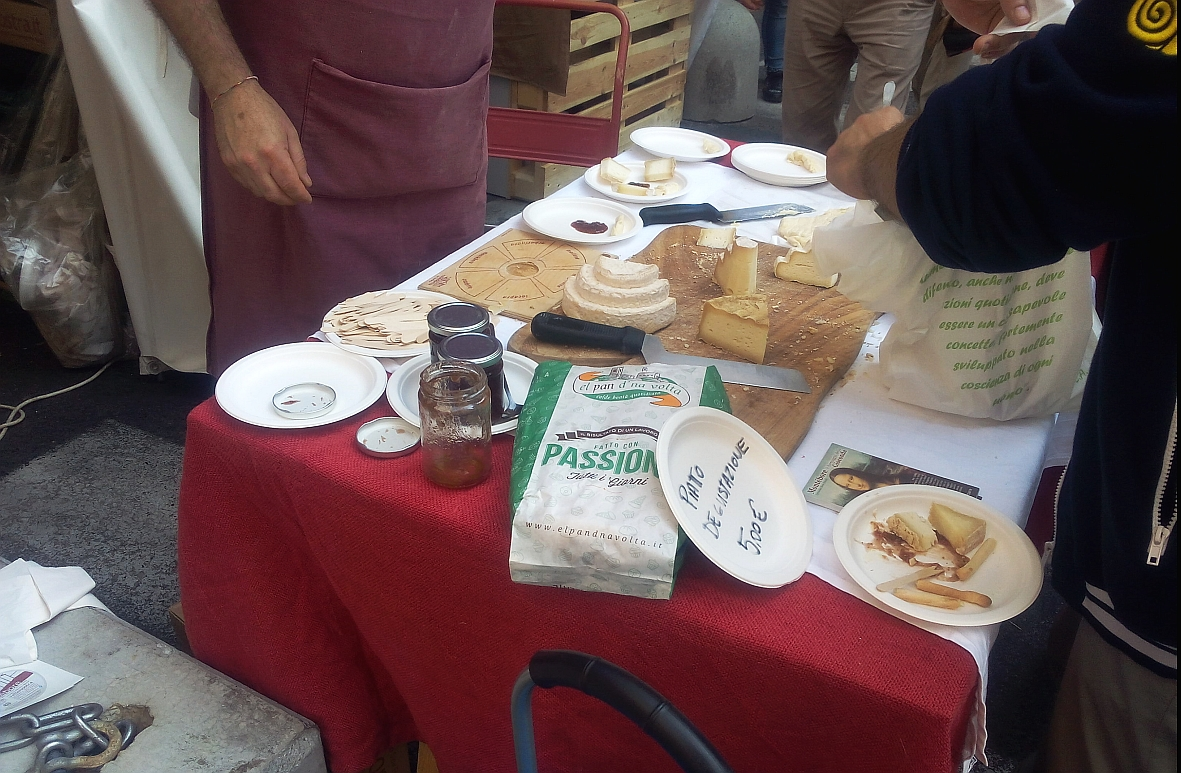
Stand del Montebore al Salone del gusto 2016

Formaggio di storia antichissima, se ne parla nel XII secolo per una cinquantina di forme inviate come omaggio da un benestante di Tortona ad un alto prelato. La raffinatezza del prodotto sembra già consolidata nel 1489, quando fu l'unico formaggio servito al banchetto nuziale di Isabella d'Aragona e Gian Galeazzo Sforza.
Ha la caratteristica forma a tronchi di cono dai diametri rastremati verso l'alto e sovrapposti concentricamente, detta "a castellino" e simile ad una torta nuziale, dal peso generalmente variabile dai 500 g a 1 kg.
La sua produzione si estinse di fatto nel 1982 anche a causa dello spopolamento della zona di produzione, ma la tradizione fu recuperata dall'Enogastronomo Maurizio Fava che una quindicina di anni dopo rintracciò Carolina Bracco, ultima depositaria dell'antica tecnica di lavorazione casearia tradizionale, poi seguita fedelmente da Roberto Grattone e Agata Marchesotti della Cooperativa Vallenostra a partire dal 1999, unici produttori del Presidio Slow Food del Montebore, fino al 2019. Il formaggio è anche stato riconosciuto come P.A.T..
Il nome deriva dalla frazione omonima del comune di Dernice, in cui è ancora visibile il rudere dell'antica torre alle cui fattezze sembra ispirarsi la forma particolare del formaggio.

## Zone di produzione
La produzione è concentrata nei comuni della Comunità montana Terre del Giarolo, in particolare a Fabbrica Curone (provincia di Alessandria).

## Processo di produzione

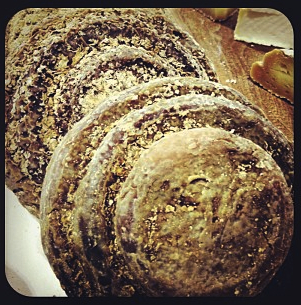
Montebore stagionato

Prodotto un tempo con latte ovino oggi con latte misto crudo (3/4 vaccino e 1/4 ovino) e caglio naturale, si presenta con una pasta leggermente occhiata di colore bianco con crosta ruvida di colore giallo paglierino.
La cagliata, rotta con un cucchiaio di legno, viene scolata, salata e posta in formelle di legno sovrapposte di diametro decrescente (ferslin), in modo da ottenere la caratteristica forma.
Può essere consumato fresco (9/10 giorni) o dopo una stagionatura media della durata da 30 giorni a 120 circa o da grattugia.